# Krobia (gromada)
Krobia – dawna gromada, czyli najmniejsza jednostka podziału terytorialnego Polskiej Rzeczypospolitej Ludowej w latach 1954–1972.
Gromady, z gromadzkimi radami narodowymi (GRN) jako organami władzy najniższego stopnia na wsi, funkcjonowały od reformy reorganizującej administrację wiejską przeprowadzonej jesienią 1954 do momentu ich zniesienia z dniem 1 stycznia 1973, tym samym wypierając organizację gminną w latach 1954–1972.
Gromadę Krobia z siedzibą GRN w mieście Krobi (nie wchodzącym w skład gromady) utworzono – jako jedną z 8759 gromad na obszarze Polski – w powiecie gostyńskim w woj. poznańskim, na mocy uchwały nr 20/54 WRN w Poznaniu z dnia 5 października 1954. W skład jednostki weszły obszary dotychczasowych gromad Ciołkowo, Chumiętki, Grabianowo, Kuczyna, Posadowo, Pudliszki, Sułkowice, Wymysłowo i Żychlewo ze zniesionej gminy Krobia w tymże powiecie. Dla gromady ustalono 27 członków gromadzkiej rady narodowej.
1 stycznia 1960 do gromady Krobia włączono miejscowości Karzec, Przyborowo i Ziemlin ze zniesionej gromady Sarbinowo w tymże powiecie.
31 grudnia 1961 z gromady Krobia wyłączono część parceli z karty mapy 1 obrębu Kuczyna, włączając je do miasta Krobi w tymże powiecie.
1 stycznia 1962 do gromady Krobia włączono obszar zniesionej gromady Krobia Stara (bez miejscowości Sikorzyn i Pijanowice) w tymże powiecie.
4 lipca 1968 do gromady Krobia włączono obszar zniesionej gromady Chwałkowo w tymże powiecie.
1 stycznia 1970 do gromady Krobia włączono 448,64 ha z miasta Krobia w tymże powiecie.
Gromada przetrwała do końca 1972 roku, czyli do kolejnej reformy gminnej. 1 stycznia 1973 w powiecie gostyńskim reaktywowano gminę Krobia.